# Cultura Maker
La cultura maker, a veces también conocida como: “cultura hacedora”, “movimiento maker” o la “tercera revolución industrial”, es una cultura o subcultura contemporánea que representa una extensión basada en la tecnología de la cultura. DIY (Do it Yourself o hágalo-usted-mismo). Esta promueve la idea de que todo el mundo es capaz de desarrollar cualquier tarea en vez de contratar a un especialista para realizarla.

## Orígenes y filosofía
Surgiendo principalmente como filosofía anticapitalista y basándose en los principios del constructivismo (aprendizaje a través del hacer), la cultura maker tuvo como primer referente la ética del DIY (Do It Yourself o hazlo tú mismo).
La cultura maker enfatiza el aprendizaje a través del hacer (aprendizaje activo) en un ambiente social; hace hincapié en el aprendizaje informal, en red, en pareja y compartido, motivado por la diversión y la autorrealización; fomenta nuevas aplicaciones de tecnologías, y la exploración de intersecciones entre dominios y formas de trabajo tradicionalmente separados, incluyendo el trabajo con metales, la caligrafía, la realización de películas y la programación de computadoras. La interacción en comunidad y el intercambio de conocimientos a menudo son mediados a través de tecnologías en red, con sitios web y herramientas de redes sociales formando la base de los repositorios de conocimiento y un canal central para el intercambio de información e ideas, y centrado a través de reuniones sociales en espacios compartidos como hackspáces.
Algunos dicen que el movimiento maker es una reacción a la desvalorización de la exploración física y al creciente sentimiento de desconexión con el mundo físico en las ciudades modernas. Otros estudiosos, entre ellos Raymond MalËwitz y Charles Jemecks, han examinado la visión utópica de la cultura maker, la cual vinculan a los mitos del individualismo feroz, la posibilidad de una contracultura y libertarismo. Muchos productos producidos por las comunidades "hacedoras" están focalizados en la salud (alimentación), el desarrollo sostenible, el ecologismo y la cultura local.

## Pilares del movimientomaker
Hay tres fuerzas subyacentes en esta transformación de la fabricación tradicional y el Hágalo usted mismo. La primera es la aparición de herramientas digitales para el diseño y la fabricación. El equipo industrial ha estado computarizado desde hace décadas, pero ahora esas máquinas han aterrizado en el escritorio. (Del mismo modo, la computadora central existió por décadas antes de que la humilde pero generalizada PC cambiara el mundo.) Las herramientas de “fabricación de escritorio” incluyen a la impresora 3-D, el cortador láser, el escáner 3-D, y el software CAD (diseño asistido por computadora). Todas estas herramientas industriales antiguamente caras y complejas, ahora están disponibles en tamaño personal, con precios acordes.
El segundo factor se compone de los medios digitales colaborativos. Cuando las herramientas de creación se hicieron digitales, también lo hicieron los diseños, mismos que ahora se pueden compartir fácilmente en línea. De este modo, los makers pueden tomar ventaja de la innovación colaborativa en la web, aprovechando las libertades del software libre y el resto de las fuerzas sociales que han surgido en línea en las últimas dos décadas. Impulsados por sitios de micromecenazgo, los makers pueden incluso utilizar su red para recaudar dinero. El viejo modelo de aficionados haciendo cosas solos en su sótano, está dando el paso a un movimiento mundial de personas que trabajan juntas en línea. Los talleres alrededor del mundo ahora están conectados.
El tercer elemento es el surgimiento de la fábrica para alquiler. Inventar algo nuevo no es suficiente; tienes que conseguir que se comercialice también, idealmente en cantidad. Esto significa producción en masa, y tradicionalmente esta ha estado reservada para personas que, o bien son dueñas de una fábrica o pueden permitirse poner en marcha los servicios de una.
Pero hoy en día las fábricas de todo el mundo son cada vez más accesibles en la red, abiertas a órdenes de cualquier tamaño para cualquier persona, a cualquier escala. Gracias a la producción y el diseño digital, las fábricas en China son lo suficientemente flexibles para tomar pedidos en línea, mediante tarjeta de crédito, para lotes tan pequeños como unas pocas docenas o tan grandes como unos pocos millones. Otras compañías ofrecen fabricación digital como un servicio, por lo que cualquiera puede alquilar tiempo efectivo en impresoras 3-D industriales de alta gama o máquinas CNC.
Poniendo todo esto junto, se tiene una transformación ascendente de la fabricación que está siguiendo las trayectorias democratizadas similares de la informática y las comunicaciones. Es aún muy reciente (para continuar con la analogía de la PC, la fabricación de escritorio está dónde la autoedición estaba en 1984, con la Mac y las primeras impresoras láser de consumo).

## Segmentaciónmaker
A medida que las herramientas y la tecnología se hacen cada vez más asequibles y accesibles, y nuevos fabricantes comenzaron a aprender habilidades básicas como soldar y trabajar con Arduino y otras plataformas de desarrollo fáciles de programar, los makers empezaron a segmentarse en tres grupos distintos. Dougherty los identificó como zero-to-maker, maker-to-maker, y maker-to-market. Un cuarto segmento se añadió recientemente: maker-enabler.
1. Zero to maker (Cero a maker): Cada fabricante tiene un punto de partida diferente. Sin embargo, el hilo común empieza con una inspiración para inventar, la chispa que convierte a un individuo de puro consumidor de productos a otro con mano para hacerlos. Para pasar de cero a fabricante, los dos aspectos más importantes son la capacidad de aprender las habilidades necesarias y el acceso a los medios de producción necesarios.
2. Maker a maker (Fabricante a fabricante): la distinción en esta etapa consiste en que los fabricantes comienzan a colaborar y a tener acceso a la maestría de otros. En esta etapa, los fabricantes también contribuyen a las plataformas existentes. Poderosas corrientes subyacentes están en el trabajo, tanto de la revolución tecnológica como desencadenando el deseo innato de autoexpresión y creación. El deseo de mejorar y compartir con otros cataliza el paso a "fabricante a fabricante.
3. Maker to market (Fabricador a mercado): De los talleres y las comunidades digitales surge una nueva ola de invención e innovación. El conocimiento fluye y se concentra. Algunas de las invenciones y creaciones atraerán a un público más amplio que los fabricantes originales. Algunos incluso pueden encontrar atractivo comercial. Sin embargo, aunque sólo algunos fabricantes buscan oportunidades de mercado, el impacto puede ser enorme.
4. Maker advocate (Fabricante abogado): Aunque no son fabricantes por sí mismos, estos fabricantes-abogados comprenden un gran segmento de la cultura hacedora.

## Consecuencias en la sociedad
El movimiento maker es un movimiento social con un espíritu artesanal en el que los métodos de fabricación digital –hasta el dominio exclusivo de las instituciones– se han hecho accesibles a escala personal, siguiendo una progresión lógica y económica similar a la transición de minicomputadoras a ordenadores personales en la revolución de microcomputadoras de los años 70. En 2005, Dale Dougherty lanzó la revista Make para servir a la creciente comunidad, seguido por el lanzamiento de Maker Faire en 2006. El término, acuñado por Dougherty, creció hasta llegar a ser una industria de pleno derecho basada en el creciente número de "DYEers" que querían construir algo en lugar de comprarlo.
Estimulado principalmente por el advenimiento de la impresión RepRap 3D para la fabricación de prototipos, la disminución del coste y la amplia adopción han abierto nuevos ámbitos de innovación. Dado que se ha convertido en rentable hacer solo un elemento para la creación de prototipos (o un pequeño número de artículos de uso doméstico), este enfoque se puede describir como fabricación personal para "un mercado de una persona.
Los makers de todo el mundo se están inspirando los unos a los otros para crear aparatos inteligentes, artefactos robóticos, drones autónomos y otros dispositivos portátiles. Estas innovaciones ya no son monopolio de las compañías multimillonarias sino que corresponden a fabricantes que trabajan en garajes privados y en espacios de trabajo colaborativo con sus compañeros. Más importante todavía, comparten abiertamente sus invenciones para inspirar nuevas innovaciones. Este tipo de base de “innovación viral” está interrumpiendo el status quo.

### Transformación de la educación
A la vez que las máquinas remplazan a los seres humanos en el trabajo manual, el sistema educativo está tendiendo a cambiar cada vez más su foco y pasar de métodos tradicionales de memorización a otros de resolución creativa de los problemas de forma colaborativa. El aprendizaje a través del hacer y la colaboración entre compañeros son dos de las características esenciales de la cultura maker. 
El movimiento maker ha atraído el interés de educadores preocupados por la separación de los estudiantes de los temas CTIM (Ciencia, Tecnología, Ingeniería y Matemáticas) en entornos educativos formales. Se considera que esta cultura tiene el potencial de contribuir a un enfoque más participativo y de crear nuevos caminos hacia temas que los hagan más vivos y relevantes para los estudiantes.
“Tell me, I forget. Show me, I remember. Involve me, I understand.”—

### Innovación impulsada por el consumidor
Los ordenadores han creado una nueva generación de desarrolladores de software que podrían innovar el mundo digital sin limitaciones del mundo físico. A través de su naturaleza inherente de prácticamente ningún coste extra, el software se ha convertido en el gran igualador para la innovación. Se proporciona un lienzo en blanco para la creatividad que permite a los individuos crear obras de un elevado valor con capacidad de alterar los mismos productos impulsados por las empresas y modelos de negocio. En ningún otro momento de la historia ha sido tan fácil para una idea originarse en la imaginación de un individuo y extenderse a un mercado de masas.

## Herramientas y aplicaciones

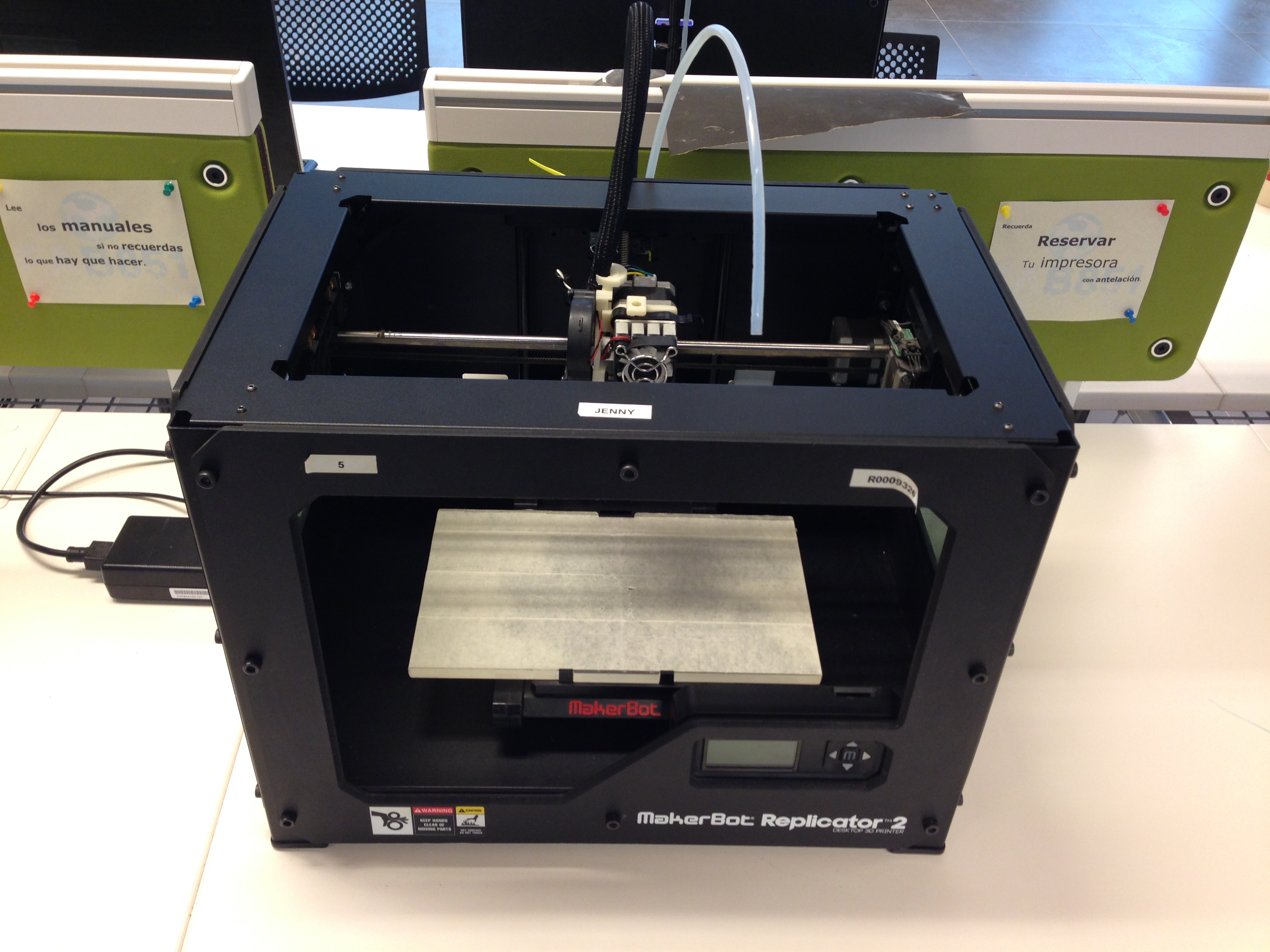
Impresora 3D de resolución 0.25 mm

Impresoras 3D, cortadores láser, escáneres 3D y softwares de diseño son algunas de las herramientas más simbólicas de este movimiento, utilizadas para la creación de objetos. Todas estas herramientas industriales eran anteriormente caras y complejas, sin embargo ahora están disponibles en tamaño personal y con precios razonables, esto en conjunto con el software libre ha ayudado al desarrollo del movimiento maker. 
Una herramienta muy importante para la cultura maker, la fabricación aditiva, como la impresión 3D, se han trasladado al escritorio. Esto se combina con el hardware abierto en la nube para la impresión 3D de software libre. También se combina con microelectrónica DIY de software libre para crear impresoras 3D autorreplicantes, como el movimiento RepRap.
La cultura maker implica muchos tipos de hacer - esta sección revisa algunos de los ejemplos principales. 
Equipo científico aficionado: Esto implica la elaboración de instrumentos científicos para la ciencia ciudadana o laboratorios de software libre. Con el advenimiento de la fabricación digital de bajo costo es cada vez más común para los científicos, así como aficionados, fabricar sus propios aparatos científicos de diseños de hardware compatible con el software libre.
1. Ropa: La ropa puede incluir coser y otros tipos de hacks DIY. Algunos tejedores pueden utilizar máquinas de tejer con diferentes grados de patrón automático. Las máquinas de tricotar totalmente electrónicas pueden ser conectadas a computadoras que usan software de diseño asistido. Las placas Arduino se conectan a las máquinas de punto electrónicas para automatizar aún más el proceso.
2. Biología, comida y compostaje: Ejemplos de la cultura del hacedor en la producción de alimentos incluyen vinificación, decapado, fabricación de quesos, yogur y producción pastelera. Eso también puede extenderse a la agricultura urbana, el compostaje y la biología sintética.
3. Cosméticos orgánicos: Los cosméticos de naturaleza maker incluyen perfumes, cremas, lociones, geles y champús. Los kits de herramientas para cosméticos maker pueden incluir vasos (250 y 400ml), balanzas digitales, termómetros de laboratorio (si es posible, de -20 a 110 °C), papel de pH, barras de vidrio, espátulas de plástico y espráis para desinfectar. Los perfumes se pueden hacer en casa con etanol (96 °) (también en forma de vodka o Everclear), aceites esenciales o aceites perfumados, aceites infundidos, incluso extractos de sabor (como extracto de vainilla pura), agua destilada o de manantial y glicerina. Herramientas botellas de vidrio, frascos de vidrio, vasos de medir / cucharas de medición, cuentagotas, embudo y papel de aluminio o papel de embalaje, si se utilizan botellas de vidrio claras.
4. Fabricación de música: El concepto de los instrumentos caseros y experimentales en la música tiene sus raíces antes del movimiento maker, desde experimentos complicados con figuras tales como Reed Ghazala y Michel Waisvisz, pioneras de técnicas tempranas de circuit bending, a los proyectos simples como la Guitarra de caja de cigarrillos. Bart Hopkin publicó la revista Experimental Musical Instruments durante 15 años, seguida de una serie de libros sobre la construcción de instrumentos. Organizaciones como Zvex, WORM, STEIM, Death by Audio y Casper Electronics sirven a la audiencia del DIY, mientras músicos como Nicolas Collins y Yuri Landman crean y realizan con instrumentos personalizados y experimentales.
5. Fabricación de herramientas: Los fabricantes pueden crear o fabricar sus propias herramientas. Esto incluye cuchillos, herramientas de mano, herramientas de trabajo de madera, tornos, etc.Vehículos: Un coche "kit", también conocido como "coche componente", es un automóvil disponible como un sistema de piezas que un fabricante vende y el comprador del cual después ensambla en un coche funcional. El ajuste del coche puede incluir la conversión del vehículo eléctrico.

## Espaciomaker

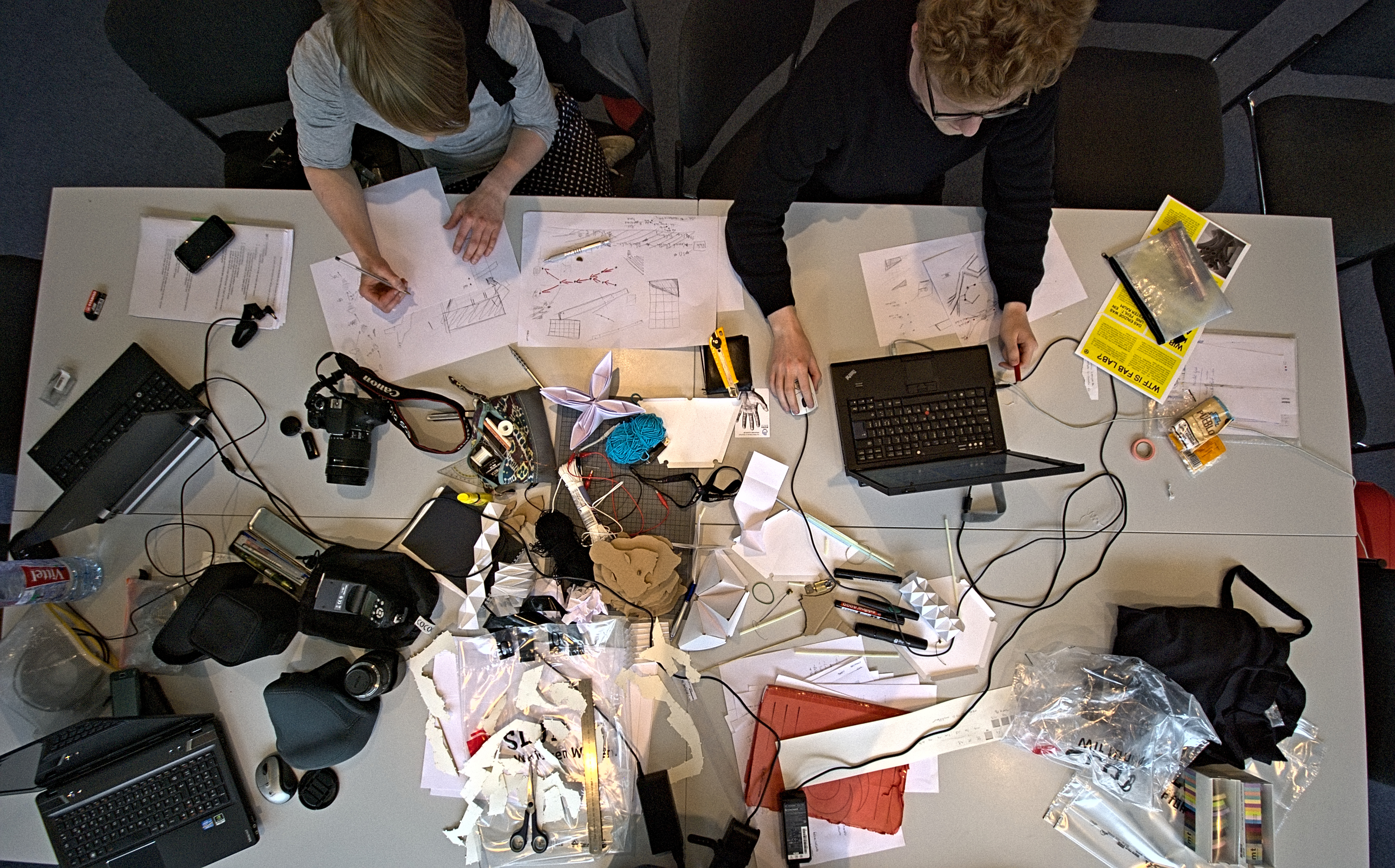
Makerspace

Un makerspace es un lugar físico donde las personas se reúnen para compartir recursos, conocimientos, trabajar en proyectos, redes de trabajo y construir. Asesores expertos pueden estar disponibles algunas de las veces, pero a menudo los principiantes reciben ayuda de otros usuarios. El makerspace -referido a veces como un hackerspace- está a menudo asociado a campos como la ingeniería, ciencias de la computación y el diseño gráfico. Muchos son principalmente lugares para la experimentación tecnológica, creación de hardwares y de prototipo de ideas y están abiertos para actividades informales, aunque también se realizan clases, estas son generalmente sin ninguna evaluación y centradas en alguna habilidad, como por ejemplo, programar. Se utilizan distintos materiales pero los más emblemáticos son microcontroladores llamados arduinos e impresoras 3D.Los makerspaces se han convertido en espacios de aprendizaje autodirigido no estructurado, orientado a proyectos, proporcionando espacios de trabajo para crear y fallar, encontrar soluciones y escuchar otras opiniones de colegas con intereses similares.

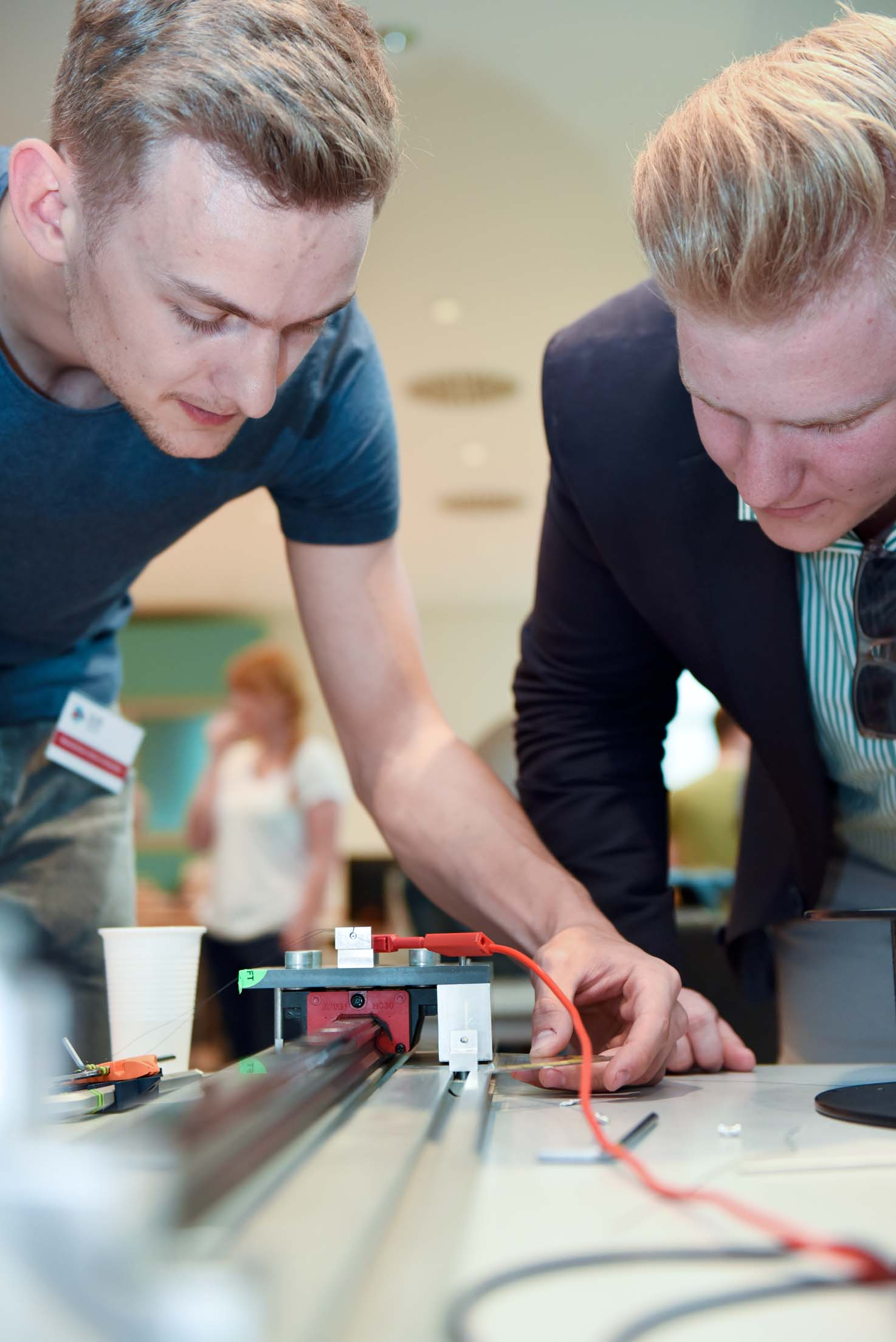
Makerspace

## Media y eventos

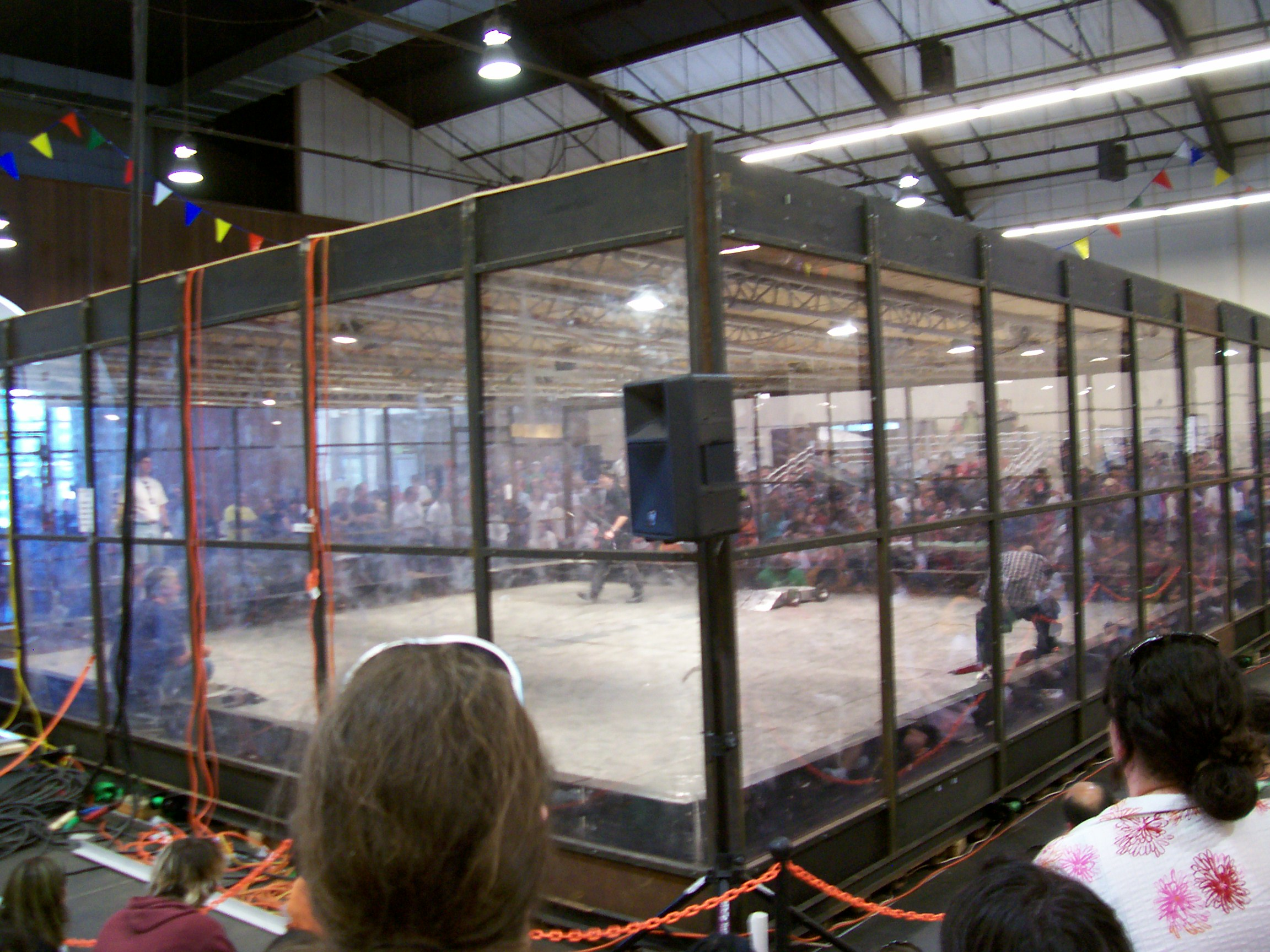
Un campo de batalla robot fue construido dentro de las instalaciones de la Maker Faire de 2008 en California, Estados Unidos.

Existe una revista llamada MAKE, lanzada en 2005, la cual fue la primera revista dedicada exclusivamente a proyectos tecnológicos hágalo usted mismo. MAKE une, inspira, informa y entretiene a una creciente comunidad de personas con recursos que emprenden proyectos increíbles en sus patios, sótanos y garajes, también celebra su derecho a modificar, “hackear” y doblar cualquier tecnología a su conveniencia. También existen las maker faire, que son eventos creados por la revista MAKE donde los makers exhiben sus obras o proyectos que han llevado a cabo y enseñan por medio de mini-talleres como es que hacen lo que hacen, además de poder vender sus obras al público.Se llevan a cabo charlas, demostraciones científicas y tecnológicas, además de presentaciones musicales y dramáticas, la idea es presentar al público la capacidad creativa de los makers en el área y fomentar el intercambio de procesos creativos y de innovación, motivando la formación de nuevas empresas y proyectos artísticos. También existen variados libros sobre este movimiento, entre ellos se encuentran: ¨Makers: La Nueva Revolución Industrial¨ escrito por Chris Anderson y “The Maker Movement Manifesto.” escrito por Mark Hatch. También existe un documental de larga duración llamado “Maker” el cual muestra el impacto de este movimiento en la sociedad, cultura y economía de los EE. UU.

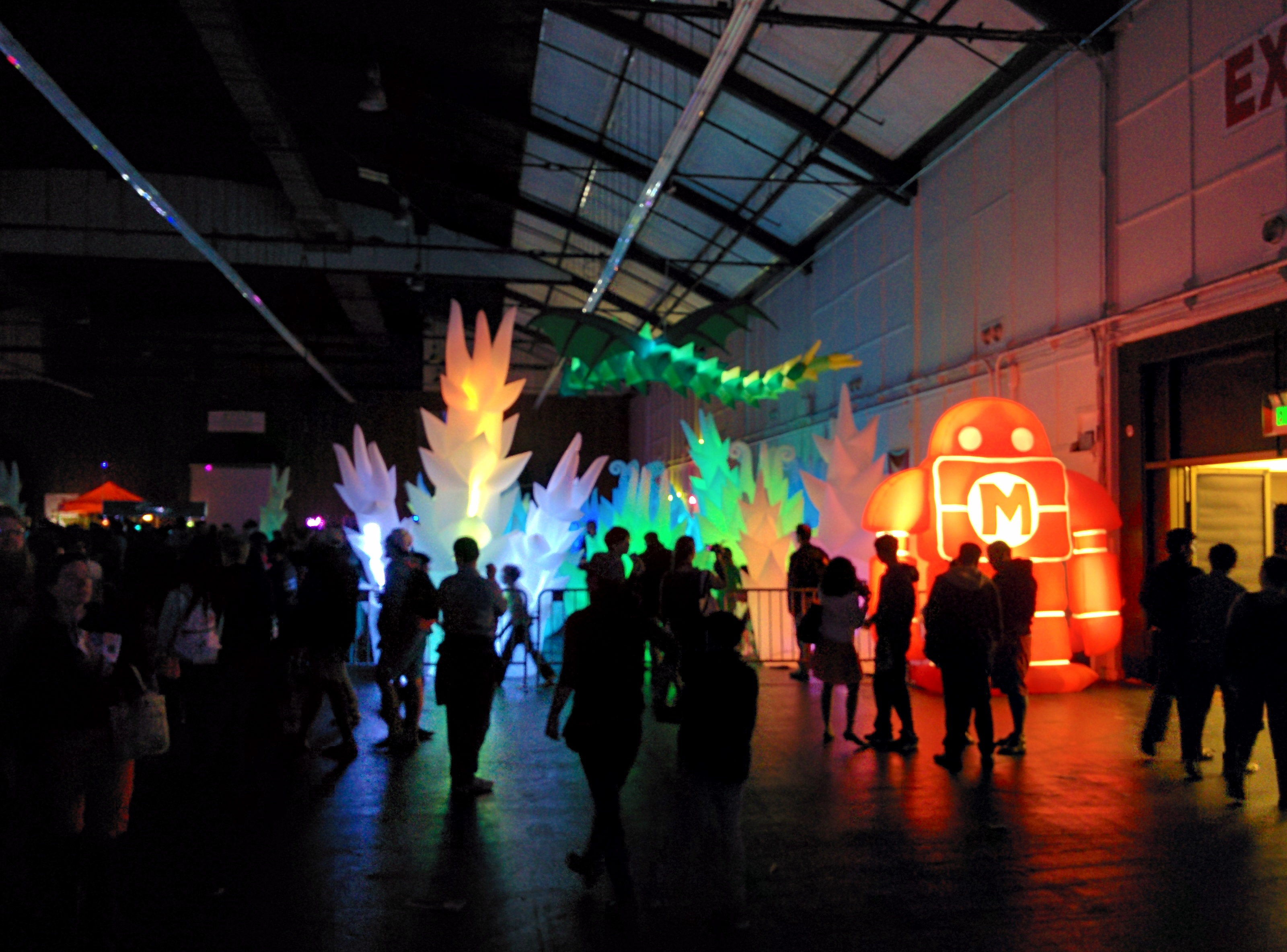
Instalación del Glow Forest en la Maker Faire del 2015 en California, Estados Unidos.